# Vicente Segrelles
Vicente Segrelles Sacristán (n. Barcelona, España; 9 de septiembre de 1940) es un ilustrador e historietista español, célebre internacionalmente por su serie de historietas El Mercenario, en las que emplea una técnica hiperrealista. Es sobrino del ilustrador y pintor José Segrelles y primo del pintor, escultor e ilustrador Eustaquio Segrelles del Pilar.

## Biografía
Nacido durante la postguerra española, su infancia transcurrió en Barcelona influida por la afición de su padre a la pintura y los inventos y el trabajo de su tío José Segrelles como ilustrador y acuarelista de prestigio internacional, lo que le inclinó a practicar su pasión innata por el dibujo.
A los 14 años entró en la escuela de ENASA en Barcelona, orientada a la formación en el dibujo técnico donde obtuvo conocimientos sobre mecánica y materiales, influencia que se aprecia en su trabajo. A los 17 años se trasladó al departamento de publicaciones técnicas de ENASA, si bien siguió interesado en el dibujo artístico experimentando con diversas técnicas como óleo, gouache, tinta china, etc. Hacia 1960 se puso en contacto por primera vez con el mundo de la ilustración artística a través de la editorial Afha para la que ilustró la Ilíada y la Odisea.
Con 23 años deja ENASA y gracias a un anuncio en la prensa comienza a trabajar en Ruescas McCann Erikson, una agencia de publicidad de Barcelona como especialista en figura y color. Un año después se desplaza a otra agencia en Zaragoza como jefe de diseño. Vive en Zaragoza varios años donde se casa y nace la primera de sus dos hijas.
En 1968 contacta con editorial Bruguera donde ilustra varias colecciones de cromos de gran éxito así como varios libros. En 1969 inicia una colaboración para la agencia artística Selecciones Ilustradas dibujando una serie de ilustraciones de armas del oeste americano. Hacia 1970 decide abandonar definitivamente la publicidad para dedicarse de lleno a la ilustración. Retoma su colaboración con editorial Afha ilustrando varios libros de referencia sobre temas por los que siente gran interés; inventos, armas, aviones, barcos, etc, además escribe él mismo algunos de ellos. 
Dado que la mayor parte de la industria editorial reside en Barcelona, en 1974 se traslada a la costa cerca de la capital catalana, lugar donde nació su segunda hija y donde aún reside. Entre 1976 y 1977 colabora con la revista Interviú realizando ilustraciones en blanco y negro para unos 30 números. Simultáneamente, a través de Selecciones Ilustradas y luego de Norma Editorial continúa su labor como ilustrador de portadas de libros especializándose en fantasía y ciencia ficción, si bien pintó portadas sobre distintos temas como guerra, policíacos y terror. Durante esa época se introduce en el competitivo mercado norteamericano dibujando ilustraciones y portadas para algunas de las mejores editoriales de este país.
En 1980 comienza la elaboración de El Mercenario para la revista Cimoc, el cómic que le ha dado fama mundial y que es su obra maestra. Poco a poco va dedicando más tiempo a esta actividad hasta que a comienzos de los 90 abandona completamente su trabajo como ilustrador de portadas para dedicarse por completo a la historieta. Sin embargo, en 1991, cansado de la laboriosa técnica de pintura al óleo de El Mercenario, decidió abordar un proyecto más espontáneo y ágil usando la caricatura cómica con dos volúmenes de un nuevo personaje, Sheriff Pat.
En 1999 publica Cómo Pinta Vicente Segrelles, un manual de dibujo ampliamente ilustrado donde explica sus técnicas y secretos.
En 2004 publica en Ediciones B un cuento para niños, El Agua Mágica, así como una reedición de la serie de El mercenario.
Segrelles es aficionado a la construcción de maquetas, la escultura y la pintura, sobre todo de temas marinos.

## Estilo
La técnica de Vicente Segrelles es extremadamente elaborada, obteniendo en sus dibujos resultados de una calidad que raramente es igualada en la historia del cómic. El uso del color y la luz de sus dibujos es difícilmente superable. Destacan los personajes de gran expresividad y los paisajes en los que suele incluir arquitecturas fantásticas de gran belleza.
En casi toda la serie de El Mercenario empleó la pintura al óleo, técnica que da excelentes resultados pero poco usual en el mundo del cómic debido a su gran lentitud y al difícil dominio de la técnica que requiere. Es precisamente esta lentitud la causante de la escasa producción de Segrelles que requirió casi 20 años para completar trece volúmenes de El Mercenario.
Por ello en 1998 probó el uso del ordenador para la ilustración, sistema que le entusiasmó y desde entonces lo emplea habitualmente ya que le permite intervenir personalmente en todo el proceso de edición. El primer volumen que incluyó imágenes digitales es El Mercenario 10: Gigantes, mientras que el volumen 11 está completamente realizado con esta técnica.
De El Mercenario, el director de cine Federico Fellini dijo que es un cómic bellísimo y grandioso que restituye la emoción, la maravilla y el placer de contemplar imágenes.

...Hay un detalle increíble pero, tal vez, determinante en El Mercenario. Vicente Segrelles es un ilustrador con una gran trayectoria profesional, pero que jamás ha realizado una historieta. Esto puede acarrear, en principio, algunas desventajas debido a un lógico desconocimiento del medio. Nadie lo duda. Pero, por el contrario, cabía la posibilidad, como ocurrió, que un hombre en plena madurez artística, al "sintonizar" en la onda del cómic, pudiera dar una visión más limpia, más original y con menos influencias que otros historietistas más consagrados. El Mercenario ha quedado como algo diferente y sin deseos de asombrar ni confundir. Lo que se ofrece está a la vista, sin ninguna doblez, sin concesiones a la galería...
Manuel E. Darias Darias, Introducción al primer álbum de El Mercenario, 1982

### Historietas
- 1970 Lazarillo de Tormes/El licenciado Vidriera, con guion de María Teresa Díaz para "Historias Selección/Clásicos Juveniles" (Editorial Bruguera).
- 1981 El Mercenario 1-El Pueblo del Fuego Sagrado para "Cimoc" (Norma Editorial)
- 1983 El Mercenario 2-La Fórmula (Norma Editorial)
- 1984 El Mercenario 3-Las Pruebas (Norma Editorial)
- 1988 El Mercenario 4-El Sacrificio (Norma Editorial)
- 1991 El Mercenario 5-La Fortaleza (Norma Editorial)
- 1992 Histoires Fantastiques: Une Histoire du Mercenaire (Francia/Bélgica: Soleil Productions)
- 1992 El Sheriff Pat 1-Expediente Mojado (Ediciones B)
- 1992 El Sheriff Pat 2-En la Santa María (Ediciones B)
- 1992 Los Errores de Colón para "Cimoc" (Norma Editorial)
- 1992 1992 (Publicado en diversas revistas)
- 1993 El Mercenario 6-La Bola Negra (Ediciones B)
- 1993 Veinte años de Cómic, colectiva (Vicens Vives)
- 1995 El Mercenario 7-El Viaje (Norma Editorial)
- 1996 El Mercenario 8-Año Mil, el Fin del Mundo (Norma Editorial)
- 1997 El Mercenario 9-Los Ascendientes Perdidos (Vicente Segrelles)
- 1997 Un Alto en el Camino (Heavy Metal Magazine, NY, 1997) Incluido posteriormente en El Mercenario 10-Gigantes
- La Evidencia (Publicado en varias revistas)
- 1998 El Mercenario 10-Gigantes (Vicente Segrelles)[1]
- 1999 El Dragón (Revista Selecçoes Bd. Meribérica Liber Editores, Lisboa, 1999)
- 2000 El Mercenario 11-La Huida (Vicente Segrelles)
- 2002 El Mercenario 12-El Rescate (Vicente Segrelles)
- 2003 El Mercenario 13-El Rescate II (Vicente Segrelles)

### Ilustraciones en libros
- La Iliada/La Odisea (Afha Internacional, 1960-1962) sólo ilustraciones
- Armas que Conmovieron al Mundo (Afha Internacional, 1973)
- Inventos que Conmovieron al Mundo (Afha Internacional, 1970)
- Invenciones y Descubrimientos (Afha Internacional, 1975) sólo ilustraciones
- Historia Universal de las Armas (Afha Internacional, 1972-1974)
- Historia Ilustrada de los Barcos (Afha Internacional, 1977)
- Historia Ilustrada de la Aviación (Afha Internacional, 1978)
- Willow and the Brownies (Lucasfilm/Random House, 1988)
- El Agua Mágica (Ediciones B, 2004)

### Libros Didácticos
- La Fantasía de Segrelles (Norma Editorial, 1986), colección de portadas comentadas por el autor
- Cómo Pinta Vicente Segrelles (Vicente Segrelles, 1999), manual de técnicas de pintura con más de 250 ilustraciones